# تفاعل بتي
تفاعل بتّي (Betti reaction) هو تفاعل كيميائي للألدهيدات، الأمينات العطرية الأولية والفينولات يُنتج ألفا-أمينو بنزيل فينولات. ويعدّ تفاعل بيتّي حالة خاصة من تفاعل مانيش.